# Famille Meeûs
 (janvier 2013).
Pour les articles homonymes, voir Meeus.
La famille Meeûs est une famille belge issue de bourgeoise de Bruxelles. Active dans le négoce et le monde de la banque durant l'Ancien régime et membre des Nations de Bruxelles, elle a consolidé une partie de sa fortune grâce à l'acquisition, après l'indépendance de la Belgique, de bois de la forêt de Soignes, confisqués par l'État belge au roi Guillaume Ier.
En 1836, Ferdinand de Meeûs est anobli par Léopold Ier ; il reçoit le titre de comte, transmissible à ses descendants mâles. Il reprend alors les armes concédées en 1688 par Charles II d'Espagne à Jean-Philippe Meeûs, officier à la compagnie du marquis de Westerloo. Ayant par ailleurs constitué le domaine d'Argenteuil, certaines branches de sa descendance se voient autorisés à de porter le nom  de Meeûs d'Argenteuil, par arrêté royal de 1937. Cette branche fait l'objet d'un article séparé.
De même, un de ses rameaux prend, à partir de 1953, le nom de Meeûs d'Argenteuil de Trannoy. Les barons de Trannoy étaient une famille française anoblie en 1830 par le roi Charles X confirmant une ordonnance du roi Louis XVIII datée de 1816. Elle fut admise dans la noblesse belge en 1883.

## Généalogie
- Nicolas Meeûs (vivant en 1363[3][réf. à confirmer])
  - Nicolas Meeûs (1400-1454) x Elisabeth t’Kint
    - Jean (Ghisan) Meeûs (1440 - après 1494) x Marie van Eesbeke dit ‘’van der Haegen’’ (° 1450)
      - Jean Meeûs (° 1470) x Catherine van der Cammen (° 1500)
        - Robert Meeûs (1520-1560) x Barbe van der Elst (° 1530). Il prêta à la ville de Bruxelles par acte du 14 mars 1548 une grande partie des 15 000 florins du Rhin que celle-ci empruntait pour organiser la Joyeuse entrée de Philippe II en 1549[4].
          - Pierre Meeûs (°1550) x Madeleine Bont (° 1560)
            - Antoine Meeûs x (1588, Bruxelles) Pétronille Buys de Buyssenghem[5]
              - Marc Meeûs (1606-1650) x Barbe van der Vekene (1628-1670)
                - Jean-Baptiste Meeûs (1647-1694) x Éléonore Touron (1652-1696). Négociant en vins[6], doyen de la Gilde drapière de Bruxelles. Il a acheté le 8 avril 1690 l'ancienne brasserie du Marly à Neder-Over-Heembeek, qui restera dans la famille jusqu'en 1832.
                  - Anne-Françoise Meeûs (1674-1708) x Augustin Charles Wautier (? - Bruxelles, 31 juillet 1727), Conseiller et Maître général des Monnaies par Charles II (1694)[7].
                  - Michel Meeûs (1678-1731) est appelé au sacerdoce par son oncle maternel[8]. Il étudie, durant son noviciat, dans la propriété appelée le Triangle, située à l'emplacement de l'actuelle maison communale d'Ixelles, que ses parents avaient achetée. Avant son entrée à l'abbaye, il la vendit à sa sœur Anne-Françoise (1674-1708). Il devient le chapelain de la Vénerie en la chapelle royale Saint Hubert à Boitsfort ; il y habitait une grande maison entourée d'eau[9].
                  - Jean-Baptiste Meeûs (1672-1734) x (1699) Catherine van Cutsem (1680-1755). Propriétaires du théâtre de La Monnaie. Industriel, propriétaire de nombreux immeubles de rapport.
                    - Jean-François Meeûs (1717-1792) x (1756) Barbe d’Huvettere (1736-1781). Doyen de la corporation des brasseurs de Bruxelles. Il possédait une importante bibliothèque (composée d'environ 600 lots) dont ses descendants durent se défaire en vente publique pour cause d'enfant mineur[10].
                      - Anne-Françoise-Barbe Meeûs
                      - Ferdinand-Jean Meeûs (1757-1808) x Jeanne-Catherine Van Zieune. Maître-brasseur. Son nom figure parmi les anciens maîtres de la fabrique d’église qui, par une collecte, rachetèrent l’église Saint-Nicolas (Bruxelles) qui avait été vendue par lots le 16 juin 1799 et abritait depuis une forge et quelques ateliers. En l’an XI, il est cité, avec Guillaume Vandenesse, parmi les nombreux paroissiens s'adressent au préfet pour que l’église soit transformée en tribunal et devienne une succursale du 4e arrondissement de justice de paix[11]. Ces démarches sauvèrent l'église de la destruction et put redevenir lieu de culte après le concordat de 1804. Le 31 juin (sic) 1792, il achète à sa sœur Anne-Françoise-Barbe la maison « den ouden Wildeman », située au coin de la rue des Paroissiens - une cense provenant de la succession de leur mère.
                        - 7 enfants.

                      - Henri-Adrien-Joseph Meeûs (1763 - Laeken, 1849) x (Bruxelles, Chapelle, 24 mai 1791) Marie-Magdeleine van der Borcht (1771-1837)[12]. Maître brasseur, officier (avec grade de capitaine) dans l'armée des États belgiques unis, partisan de Henri van der Noot. Il existe de lui un portrait par Ignace Brice. Il achète de nombreuses parcelles de la forêt de Soignes à l'origine du Domaine d'Argenteuil. Meurt à Laeken dans sa propriété ; celle-ci fut vendue par ses héritiers aux pouvoirs publics qui désiraient agrandir le cimetière et y faire construire la nouvelle église Notre-Dame de Laeken. Il est enterré au cimetière de Laeken, non loin des vestiges la première église.
                        - Pierre-Joseph Meeûs (1793-1873). Homme politique et homme d'affaires bruxellois.
                        - Henri Louis Joseph Meeûs (1795-1828) x Henriette Françoise Claes de Lembecq (1796-1817).
                        - Anne-Marie Meeûs (1797-1874).

                      - François-Joseph Meeûs (1765-1821) x (1790) Marie-Thérèse van der Borcht (1766-1815).
                        - Pierre-François Meeûs-Brion (1792-1867). En 1833, il était domicilié rue Ducale à Bruxelles et acheta à la Société Générale une parcelle de la Forêt de Soignes à Waterloo[13]. Il y installa la Raffinerie de sucre exotique et indigène, société qui s'appuyait sur de multiples fermes dont la ferme Sainte-Gertrude[14]. Il habite plus tard un hôtel de maître à l'angle de la rue de la Loi et de l'avenue des Arts[15].
                        - Ferdinand-Philippe de Meeûs (1798-1861) x Anne-Marie Meeûs (1797-1874), sa cousine germaine, ci-dessus. Homme politique et homme d’affaires. À partir de 1937, certains de ses descendants portent le nom de Meeûs d'Argenteuil
                          - Eugène de Meeûs (1834-1915) x Marie-Charlotte du Couëdic de Kergoaler (1843-1925).
                            - André de Meeûs d'Argenteuil (1879-1972) x Isabelle de Villegas de Clercamp.
                              - 4 enfants.

                          - 10 autres enfants.

                        - 3 autres enfants.

                      - Jean-Baptiste Meeûs (1779-1856). Maire puis bourgmestre de Neder-Over-Heembeek de 1815 à 1826[16]. Cofondateur du Jardin botanique de Bruxelles. Cofondateur de la première usine à gaz de Bruxelles. Propriétaire du Théâtre des Nouveautés à Molenbeek-Saint-Jean. Marié trois fois. Sans descendance.

## Autres Meeûs identifiés
- Frédéric et Gilles Meeus sont cités dans un parchemin (charte du Brabant reposant aux Archives générales du Royaume) daté du 6 janvier 1367)[17].

« Thierry Van Gorinchem, clerc de Godefroid de La Tour, Receveur de Brabant, donne quittance à Thierry Van Hodenpijl, Receveur de la Duchesse de Brabant en Hollande septentrionale de deux cent quarante moutons et demi d'or pour prix des anguilles livrées par le fils de Berthold Lottyns pour les besoins de l'hôtel du Duc et de la Duchesse  ainsi que pour ceux de Frédéric et Gilles Meeus de Bruxelles. 6 janvier 1367 »

— Archives générales du Royaume, charte nº 2463, citée dans Mina Martens, L'Administration du domaine ducal en Brabant au moyen âge, Bruxelles, 1954, annexe, photo n° 11. L'auteur y évoque également une vente de carpes à ces deux personnages.
- Jean Meeus est cité dans un parchemin daté du 16 mai 1377, conservé dans aux archives ecclésiastiques du Brabant (Saint-Jacques-sur-Coudenberg à Bruxelles, 6442-55, no 181 et copie 6459 fº 68 vº).
- Marguerite Meeûs et son mari Henri Grimberghs - du lignage Sleeus - constituent, le 30 juillet 1479, quatre bourses (pour la syntaxe, la philosophie, la théologie et au Grand Collège de l'université de Louvain et donna "la Nation aux proviseurs de la Chambre du Saint-Esprit" et de la paroisse Sainte-Gudule de Bruxelles).
- Le 1er septembre 1688, une concession de noblesse fut accordée par le roi Charles II d'Espagne à Philippe Meeus, avec  confirmation d'armoiries. Cette branche s'est éteinte au XVIIIe siècle.
- Le 20 mars 1689, nouvelle concession par ce même roi à  Paul Meeus , son cousin. Cette branche s'est également éteinte au XVIIIe siècle)[19].
- Waleran Meeûs (1593-1646), époux de Marie Kerremans, licencié-ès-lois, avocat près du Grand Conseil souverain de Brabant, échevin juré dans la chambre des tonlieu de Bruxelles, lieutenant du receveur général des domaines du Roi au quartier de Bruxelles, portait, vers 1635, les armoiries écartelées[20].
- Waleran Meeûs, époux de Anne Meulepas, (fille de Jean Meulepas, bailli de la ville et du Pays de Hal), devient par achat seigneur de Coensborgh à Laeken, le 23 juillet 1623.
- Jacques Meeus, né en 1589[21]. En février 1612, il épousa Anne van Beughen, native d’Anvers, à Bruxelles ; le couple eut 5 enfants. Maître-cordonnier, prévôt de la confrérie Saint-Jacques. Il découvre dans la chapelle Saint-Jacques le Majeur de Bruxelles le 5 janvier 1625 une statue de la Vierge Marie, qui devient rapidement objet de vénération. On lui attribue un pouvoir miraculeux. Elle est à l'origine de la fondation de l'église Notre-Dame de Bon Secours de Bruxelles de style baroque[22]. Jacques Meeus venait de faire sculpter à ses frais les statues de Saint-Roch et de Saint-Adrien[23].  Ces deux saints étaient reconnus comme protecteurs contre les maladies infectieuses. Il avait été également tuteur de l'hôpital annexé à la chapelle.

## Alliances
- Kerremans
- van der Borcht
- d'Huvettere
- Van Zieune
- Wouters
- Müller
- Bougleux
- Brion
- Becq d'Ansermont
- de Roest d’Alkemade
- de Macar
- Martini
- Leleux
- Claes de Lembecq
- Hens
- van Cutsem
- Touron
- van der Vekene
- de Buyssenghem
- Bont
- van der Elst
- van der Cammen
- van Eesbeke dit van der Haegen
- t’Kint
- de Meeûs